# 房山镇
房山镇，是中华人民共和国江苏省连云港市东海县下辖的一个乡镇级行政单位。

## 行政区划
房山镇下辖以下地区：
双岭村、库北村、柘塘村、山后村、山前村、房南村、房北村、芝麻村、林疃村、兴谷村、吴场村、陆圩村、民主村、季墩村、双庄村、桑庄村、陶墩村、贺村、邱庄村、寇荡村、大穆村、贾庙村、蒋林村、大戚村和兴东村。